# Dźjotisza

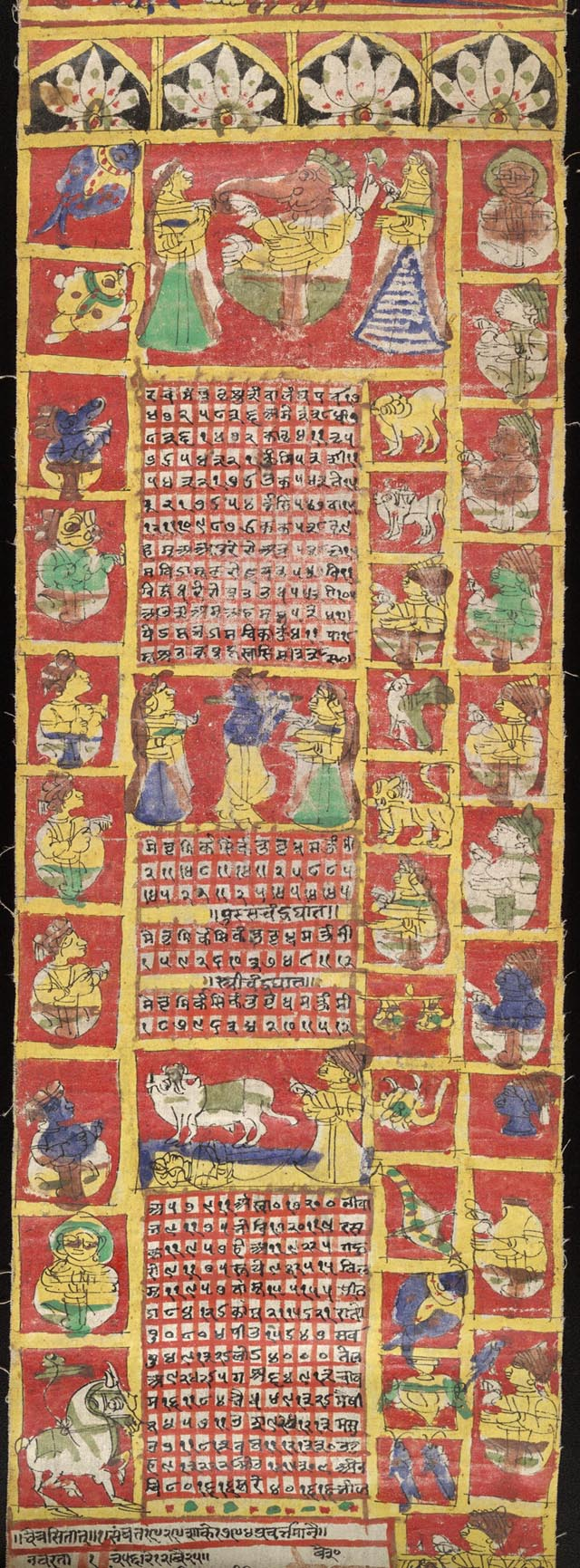
Strona z kalendarza hinduskiego z lat 1871–1872.

Dźjotisza (sanskryt: ज्योतिष, ang. jyotisha) – system astrologii i astronomii praktykowany od czasów starożytnych w Indiach, a obecnie na całym świecie. Dźjotisza określa się jako:
- hinduska astrologia i astronomia,
- indyjska astrologia i astronomia
- wedyjska astrologia i astronomia.

W hinduizmie dźjotisz jest okiem w symbolicznym ciele Boga.
Dźjotisz jest nazwą piątej Wedy napisanej podczas treta jugi.
Jest nauką postrzegania wpływu indywidualnych układów, oraz innych punktów horoskopu, na istotę ludzką i Wszechświat.
Dźjotisz historycznie stanowi integralną część życia Hindusów.

## Wedy
Wedy, nazwane są: śruti, czyli są przekazane ustnie przez maharyszich.
Dźjotisz jest jedną z sześciu gałęzi Wedang – uzupełniających cztery Wedy.

### Siksza i Czanda
Dwie pierwsze wedangi to siksza i czanda – nauka właściwej wymowy wedyjskich głosek i nauka metrum potrzebnego do śpiewania wersów.

### Nirukta i Wjakarana
Dwie następne to: nirukta i wjakarana – słownik i gramatyka.

### Kalpa i Dźjotisza
Ostatnia para wedang to: kalpa i dźjotisza – wiedza o rytuałach i astronomia i astrologia.

#### Księgi astrologiczne
Księgi wielu autorów, takich jak: Paraśara, Garga, Narada Muni, Śukadewa Goswami, Brighu Muni. Podzielić je można na:
- Gola – astronomia, studia nad ruchami ciał niebieskich
- Ganita – kalkulacje bazujące na pozycjach planet
- Dżataka – horoskopy urodzeniowe
- Praśna – odpowiedzi uzyskane na podstawie bieżących pozycji planet w Zodiaku
- Muhurta – wiedza o odpowiednich momentach dnia, w których można rozpocząć jakieś przedsięwzięcie
- Nimitta – wiedza o omenach[1]

## Pańćanga
Dźjotisz ściśle odnosi się do stosowania kalendarza pańćanga – hinduskiego systemu astronomicznego.
Każdy rok ma określoną nazwę w cyklu 60-letnim. Każdy rok ma 12 miesięcy. Miesiące są podzielone na dwa 15-dniowe okresy przybywającego lub zanikającego księżyca – szukla paksza pełnia oraz kryszna paksza nów. Każdy dzień określa się odpowiednim titthi. Każdy dzień jest podzielony na muhurty, okresy związane ze wschodem i zachodem słońca.

## Gałęzie
Dźjotisz posiada trzy główne gałęzie nazwane skandha. Skandha określa wiele gałęzi, które powstają. Wszystkie inne tematy w dźjotisz zostały poddane tym trzem nurtom.

### Ganita
Astronomia. Gałąź dźjotisz oparta na matematycznych obliczeniach i obserwacjach nieba. Ta gałąź trzyma się heliocentryzmu, a główne teksty tej grupy nazwane są Siddhanta. Jest wiele starożytnych technik używanych przy obserwacji gwiazd, ale w erze nowoczesnej astronomii dane brane pod uwagę są zgodnie z nowoczesnym, naukowym punktem widzenia.

### Hora
Astrologia. Ta gałąź interpretuje planety i gra główną rolę, ponieważ wpływają one na życie i wydarzenia. Ponieważ życie na Ziemi jest podstawą, astronomiczne dane interpretowane są geocentrycznie, tworząc diagram narodzin. Przez pryzmat tego diagramu, zapisu graficznego układu planet, który występował podczas chwili narodzin, astrolodzy wedyjscy widzą minione żywoty oraz efekty działań, czyli przyszłość.

#### Główne gałęzie Hora
- Dźataka śastra (interpretacja diagramu natalnego, narodzinowego danej osoby).
- Prasna (pytania / astrologia horarna) – odpowiada na pytanie zgodnie z pozycjami gwiazdowymi w danej chwili, kiedy zachodzi pytanie.
- Muhurta (przewidywanie, dobieranie pomyślnego czasu do podjęcia różnych działań). Indyjska astrologia mówi, że czas, w którym zaczyna się dane wydarzenie, wskazuje jego naturę i skutki. Odnosząc w tym korzyść, tradycyjni Hindusi wybierają pomyślny czas, aby zbudować domy, wziąć ślub lub rozpocząć ważne przedsięwzięcie.

### Samhita
Technika przepowiadania. Ta gałąź zawiera techniki inne niż interpretacja wpływu gwiazd. Zawiera: numerologię (Anka Dźjotisz), omenologię (Nimittaśastra albo Szakunaśastra), psychologię (Samudrikaśastra), chiromancję (Hasta dźjotisz), plantarologię (Padatalaśastra), interpretację snów (Swapna widja), frenologia (Kapala widja), szeroko pojętą aranżację przestrzeni życiowej (wastu) itd.

## Ascendent
Lagna – punkt zodiaku, który podnosi się na wschodnim horyzoncie w czasie czyichś narodzin. Jest najważniejszym miejscem horoskopu. Mędrzec, Guru Paraśara wspomniał kilka specjalnych ascendentów lub Veszaisz Lagni branych pod uwagę przed określeniem skutków różnych podziałowych diagramów i domów. Jego wzmianka, które domy mogą zostać policzone od specjalnych lagn, wyraźnie wskazuje, że chciał on, aby te punkty zostały użyte zamiast lagna.

## Lagny
- Ćandra Lagna (ascendent liczony od natalnego znaku Księżyca – bardzo ważna lagna)
- Surja Lagna (ascendent policzony od natalnego znaku Słońca)
- Karak Lagna (sygnifikator wzięty jako ascendent dla wszystkich grahas)
- Warnada Lagna (potrzebna do określenia współpracy z innymi ludźmi)
- Śri Lagna (potrzebna do określenia pomyślności i małżeństwa)
- Indu Lagna (potrzebna do określenia bogactwa)
- Hora Lagna (potrzebna do określenia pomyślności finansowej)
- Gati Lagna (potrzebna do określenia sławy i szacunku)

## Diagramy
Od diagramów zachodnich, gdzie zodiak przedstawiony jest w kształcie okrągłej mandali, indyjskie horoskopy różni kształt oraz układ planet i domów w poszczególnych częściach mandali. Także kierunek odczytywania tych punktów jest nieco inny.
| Diagram północno-indyjski | Diagram południowo-indyjski |
| --- | --- |
| | |
| W diagramie północno-indyjskim pierwszy dom (Ascendent) zawsze umieszczony jest na szczycie (oznaczony jest jako As), kolejne domy liczone są przeciwnie do ruchu wskazówek zegara. Znaki zodiaku numerowane są kolejno cyframi, przeciwnie do ruchu wskazówek zegara, zaczynając od znaku Barana. W poszczególnych znakach znajdują się kolejno, zaczynając od Słońca: - Słońce w Byku - Księżyc w Strzelcu - Merkury w Byku - Wenus w Baranie - Mars w Byku - Jowisz w Lwie - Saturn w Rybach - Rahu (północny węzeł księżycowy) w Rybach - Ketu (południowy węzeł księżycowy) w Pannie Planety Uran, Neptun i Pluton nie są brane pod uwagę. | W diagramie południowo-indyjskim znaki znajdują się w stałych miejscach. Pierwszy znak zodiaku – Baran – to drugi od lewej, górny kwadracik. W przykładowym diagramie umieszczona w tym znaku jest Wenus (oznaczona symbolem Ve), kolejne znaki liczone są zgodnie z ruchem wskazówek zegara. - Słońce w Byku - Księżyc w Strzelcu - Merkury w Byku - Wenus w Baranie - Mars w Byku - Jowisz w Lwie - Saturn w Rybach - Rahu (północny węzeł księżycowy) w Rybach - Ketu (południowy węzeł księżycowy) w Pannie Planety Uran, Neptun i Pluton nie są brane pod uwagę. Domy w diagramie południowo-indyjskim liczy się zgodnie z ruchem wskazówek zegara, zaczynając od Ascendentu (oznaczony jako As). |

## Planety
Najwyższa z wszystkich żywych istot – Bóg ma nieskończenie wiele ekspansji, wcielił się także w 9 planet (graha) aby obdarzyć żywe istoty skutkami ich przeszłych działań – Karmą.
Planety, jako że podróżują dookoła Zodiaku, wywierają wpływ według swojej natury i pozycji w Zodiaku oraz według wzajemnych relacji. Chociaż według astrologii jest dwanaście planet, mianowicie: Słońce, Księżyc, Mars, Merkury, Jowisz, Wenus, Saturn, Rahu, Ketu, Uran, Neptun i Pluton, astrologia wedyjska przyjmuje tylko pierwszych dziewięć. Każdym znakiem Zodiaku włada planeta, która jest określona jako jego władca. Słońce i Księżyc posiadają jeden znak: Lwa i Raka. Mars, Merkury, Jowisz, Wenus i Saturn – dwa znaki. Kontrowersyjne są Rahu i Kethu, jako że nie są one planetami. Rzucają one jednak swoje spojrzenie (dryszti inaczej mówiąc aspekt) na znaki. Mars jest władcą Barana i Skorpiona, Merkury Bliźniąt i Panny, Jowisz Strzelca i Ryb, Wenus Byka i Wagi a Saturn Koziorożca i Wodnika.
| Nazwa sanskrycka   | Nazwa polska                           | Symbol    | Płeć | Guna   | Powiązania                     |
| ------------------ | -------------------------------------- | --------- | ---- | ------ | ------------------------------ |
| Surja (सूर्य)        | Słońce                                 | Sy lub Su | M    | Sattwa | Dusza, król, ojciec.           |
| Ćandra (चंद्र)       | Księżyc                                | Ch lub Mo | Ż    | Sattwa | Umysł, królowa, matka.         |
| Mangala (मंगल)      | Mars                                   | Ma        | M    | Tamas  | Działanie, siła, ego           |
| Budha (बुध)         | Merkury                                | Bu lub Me | N    | Radźas | Komunikacja, inteligencja      |
| Bryhaspati (बृहस्पति) | Jowisz                                 | Gu lub Ju | M    | Sattwa | Szczęście, nauczyciel          |
| Śukra (शुक्र)        | Wenus                                  | Sk lub Ve | Ż    | Radźas | Bogactwo, sztuka i płodność    |
| Śani (शनि)          | Saturn                                 | Sa        | N    | Tamas  | Kariera, długowieczność, karma |
| Rahu (राहु)          | Ascendent/Północny węzeł księżycowy    | Ra        | Ż    | Tamas  | Chaos                          |
| Ketu (केतु)          | Descendent/Południowy węzeł księżycowy | Ke        | M    | Tamas  | Unikalność                     |

## Znaki Zodiaku

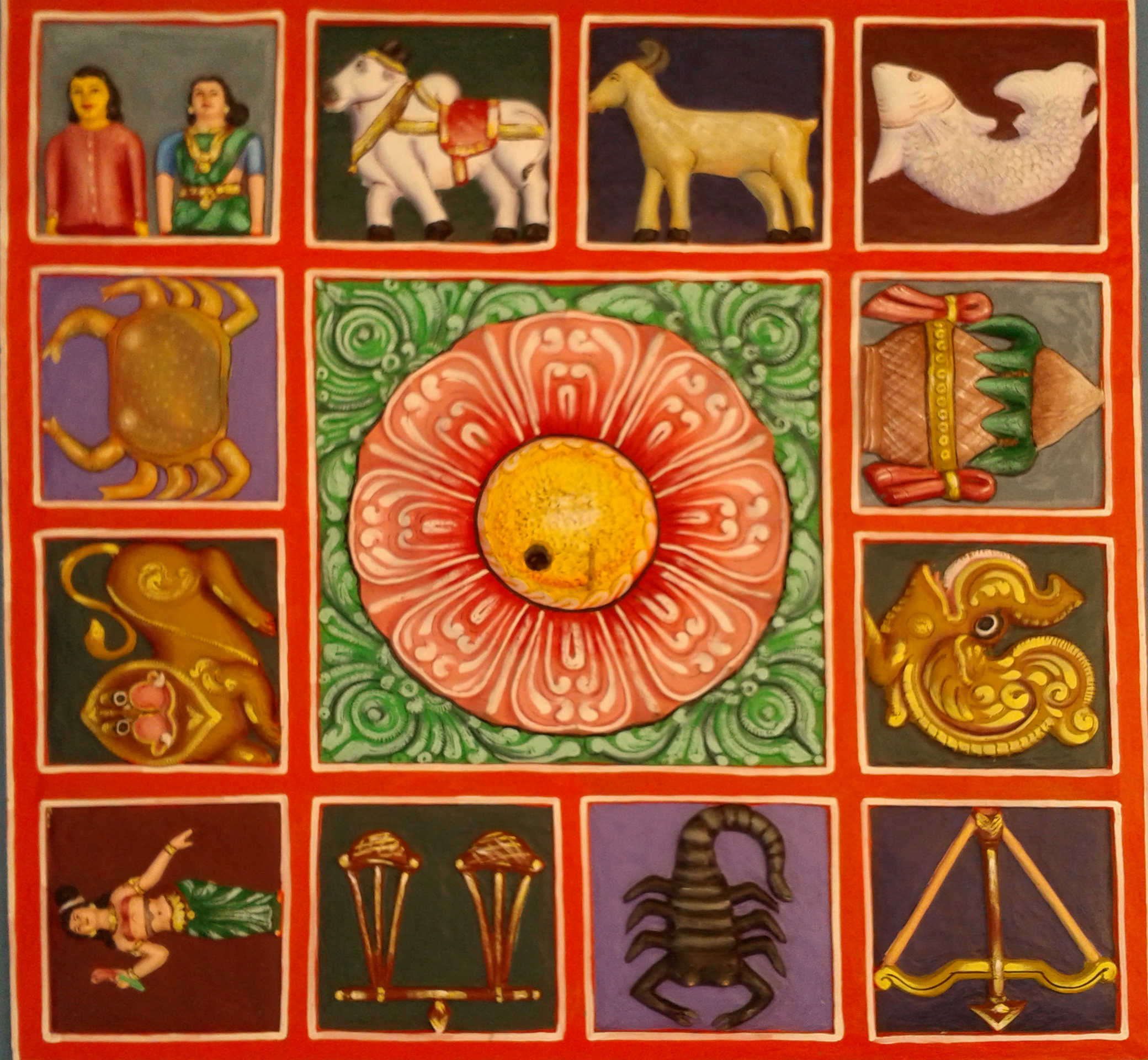
Znaki Zodiaku

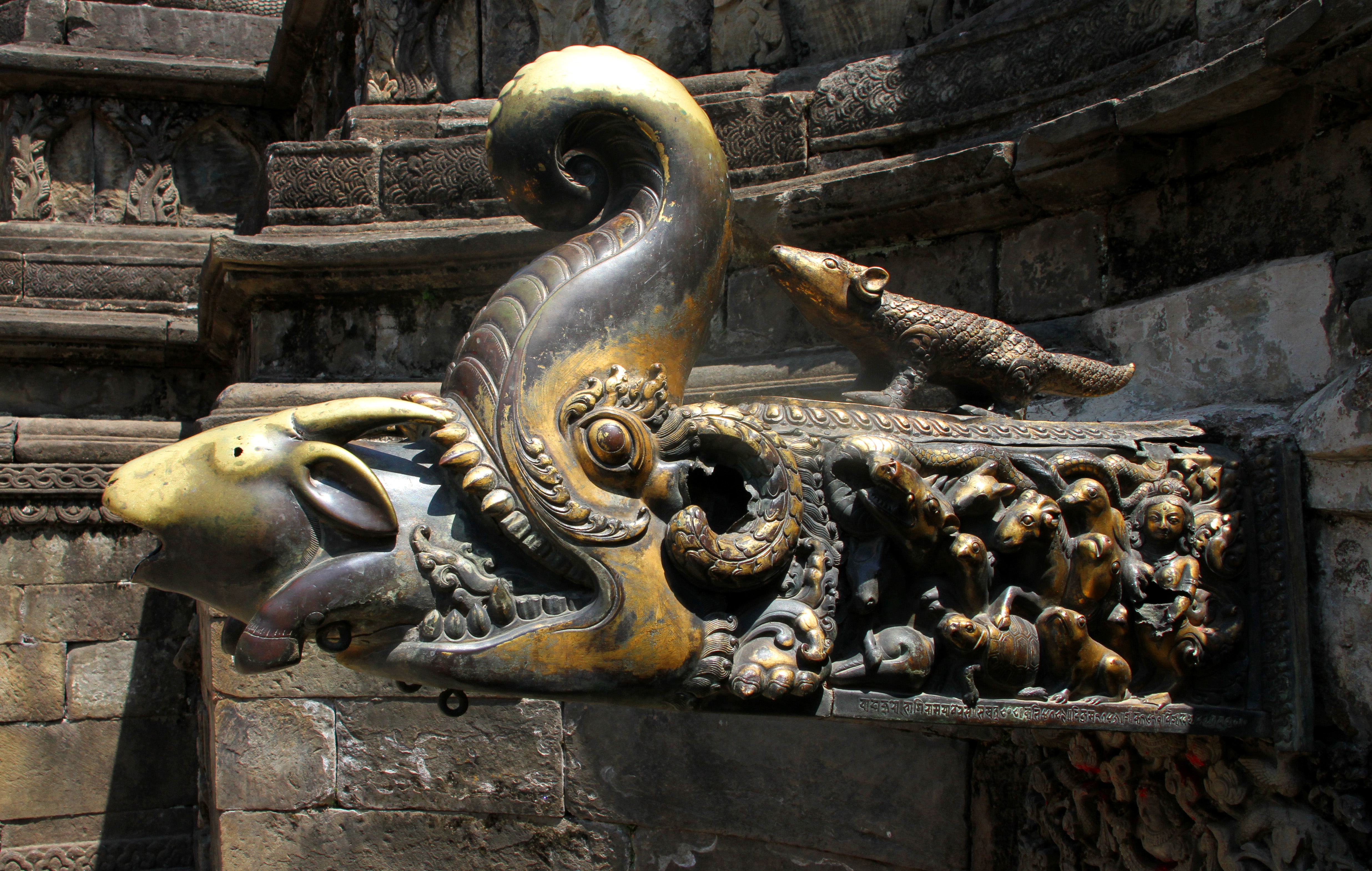
Makara

| Polska nazwa | Wedyjska nazwa | Uwagi  |
| ------------ | -------------- | ------ |
| Baran        | Mesza          |        |
| Byk          | Wriszabha      |        |
| Bliźnięta    | Mithuna        |        |
| Rak          | Kataka         |        |
| Lew          | Simha          |        |
| Panna        | Kanya          |        |
| Waga         | Thula          |        |
| Skorpion     | Wriścika       |        |
| Strzelec     | Dhanu          | Łuk    |
| Koziorożec   | Makara         | Makara |
| Wodnik       | Kumbha         | Dzban  |
| Ryby         | Mina           |        |

## Czas
Kala Purusza (wcielony czas) posiada kończyny odnoszące się do 12 znaków zodiaku. Są nimi kolejno:
- głowa,
- twarz,
- ręce
- serce,
- żołądek,
- biodra,
- brzuch,
- genitalia,
- uda,
- kolana,
- kostki
- stopy.